# فيرنر مولر (راكب الكنو)
فيرنر مولر هو راكب الكنو سويسري، ولد في 7 سبتمبر 1922، وتوفي في 19 سبتمبر 2006.

## وصلات خارجية
- فيرنر مولر على موقع أوليمبيديا (الإنجليزية)